# Burzum
Burzum ist ein Black-Metal- und Dark-Ambient-Projekt des Norwegers Varg Vikernes, der im Zusammenhang mit der Band zunächst das Pseudonym Count Grishnackh verwendete. Der Name der Band entstammt J. R. R. Tolkiens Buch Der Herr der Ringe und bedeutet "Dunkelheit" in der Schwarzen Sprache; auch der Name des Bandgründers "Grishnackh" ist bei Tolkien ein Orkhäuptling. Auf Grund der Person Vikernes, der sich im Lauf seines Lebens zu einem Mörder und Vertreter eines rechtsextrem ausgelegten Neuheidentums entwickelte und zum Teil nationalsozialistische Positionen bezog, gilt die Band als stark umstritten und wird von Kritikern zum Teil zum National Socialist Black Metal gezählt.

## Geschichte
Nachdem Vikernes in den späten 1980er Jahren in den Bands Kalashnikov und Uruk-Hai gespielt und 1991 die Band Old Funeral verlassen hatte, entschloss er sich, im Alleingang Musik zu machen. Der für sein Ein-Mann-Projekt verwandte Name Burzum entstammte, wie auch Uruk-Hai (nach der fiktiven Rasse der Uruk-hai), der Schwarzen Sprache J. R. R. Tolkiens (nachzulesen bei Der Herr der Ringe). Burzum bedeutet wörtlich ‚Dunkelheit‘ (Bûrz ‚dunkel‘ und Nominalisierungssuffix -um):

“The ‘darkness’ of the Christians was of course my ‘light’. So all in all it was natural for me to use the name Burzum.”

„Die ‚Dunkelheit‘ der Christen war natürlich mein ‚Licht‘. Daher war es selbstverständlich für mich, den Namen ‚Burzum‘ zu benutzen.“

Vikernes zufolge stand hinter der Band, deren Botschaft sich auf das Lied Feeble Screams from Forests Unknown beschränke, ein okkultes bzw. magisches Konzept; auf dem Debüt etwa finden sich unter anderem Bezüge zum Cthulhu-Mythos und der sumerischen Mythologie.
Wenngleich Burzum ein Ein-Mann-Projekt war, waren bei den ersten beiden Veröffentlichungen auch Gastmusiker beteiligt; die Hintergrundgeräusche bei Dungeons of Darkness und Den onde kysten sowie das Gitarrensolo im an Bathory angelehnten Lied War spielte der Mayhem-Gitarrist Øystein „Euronymous“ Aarseth, der das Debüt Burzum und die EP Aske auf seinem Label Deathlike Silence Productions veröffentlichte; auf dieser spielte Tomas „Samoth“ Haugen von Emperor Bass. Zwischenzeitlich plante Vikernes, eine Besetzung aufzustellen, um Konzerte geben zu können; als Schlagzeuger nannte er in einem Interview Jan Axel „Hellhammer“ Blomberg (Mayhem, Arcturus), in einem Artikel auf seiner offiziellen Seite erwähnt er, dass Erik Olivier „AiwarikiaR“ Lancelot (Ex-Valhall, Ex-Ulver) als Schlagzeuger vorgesehen war.
Als Cover für Burzum-Alben dienten unter anderem ein Foto der niedergebrannten Fantoft-Stabkirche in Bergen (für die EP Aske, von Vikernes als „Rock-’n’-Roll-Album“ bezeichnet, der ein Feuerzeug mit dem Cover als Aufdruck beilag) und Bilder des norwegischen Malers Theodor Kittelsen. Das Artwork der ersten beiden Alben ist von einem AD&D-Modul inspiriert, das des dritten und vierten von skandinavischen Märchen. Alle Alben bis 1996 wurden im selben Studio (Grieghallen) aufgenommen und von Eirik „Pytten“ Hundvin produziert. Das Album Hvis lyset tar oss widmete Vikernes Fenriz von Darkthrone und Demonaz von Immortal. Den Gesang auf Filosofem nahm Vikernes nach eigenen Angaben über das Mikrofon eines Headsets auf.
1993 überlegte Vikernes, von Deathlike Silence Productions zu Earache Records zu wechseln. Er traf sich deshalb mit den Labelinhabern in England; im Laufe des Gesprächs gab er rassistische und rechtsextreme Äußerungen von sich, die die Labelinhaber zunächst als Versuch, „böse“ zu erscheinen, abtaten; nach seiner Rückreise entschieden diese sich allerdings gegen eine Zusammenarbeit, da die von ihm geäußerten Standpunkte mit dem Label inkompatibel waren. Im selben Jahr ermordete Vikernes Aarseth. Eigens zur Veröffentlichung weiterer Burzum-Alben gründete Tiziana „Diamanda“ Stupia in Suffolk, England, das Label Misanthropy Records.
1994 wurde Vikernes wegen des Mordes an Aarseth, Brandstiftung an mehreren norwegischen Kirchen sowie des Besitzes von Sprengstoffen zu 21 Jahren Gefängnis verurteilt und wandte sich immer mehr der rechtsextremen Szene zu. Für den sich vor allem in Osteuropa großer Beliebtheit erfreuenden neonazistischen Flügel des Black Metal, den „National Socialist Black Metal“ (NSBM), ist Vikernes zur Symbolfigur und Burzum zu einer Band mit Kultstatus geworden. Bezüglich der Zuordnung Burzums zum NSBM streiten sich allerdings die Black-Metal-Szene und externe Berichterstattung: Diese stuft Burzum oftmals als NSBM-Band ein. Von der Szene selbst wird das Projekt aber nicht zum NSBM gezählt, da offen rassistische Gesinnung oder politische Aussagen in den Texten nicht zu finden sind: Auch die Begleittexte zu den nach seiner Zuwendung zum Rechtsextremismus veröffentlichten instrumentalen Alben, die Themen der germanischen Mythologie aufgreifen, sind „nicht offen neonazistisch. Sie spiegeln vielmehr seinen heidnischen Glauben und handeln von Figuren aus norwegischen Volksmärchen und Sagen.“ Einen Bezug zur NS-Ideologie stellt dagegen das im Zusammenhang mit einem Befreiungsversuch durch eine Gruppe norwegischer Rechtsextremisten erschienene Burzum-T-Shirt mit einem SS-Totenkopf und dem Aufdruck „Support your local Einsatzkommando“ her. In einem Artikel, den Vikernes im Jahr 2000 für die Allgermanische Heidnische Front schrieb, gibt er an, der Geist von Burzum sei der Nationalsozialismus.
2009 wurde Vikernes auf Bewährung entlassen. Er kündigte an, neun Titel für ein neues Burzum-Album mit dem Titel Den hvite guden (‚Der weiße Gott‘) verfasst zu haben, das er 2010 veröffentlichen wolle. Dieses solle unter anderem zwei unveröffentlichte Stücke aus der Frühzeit Burzums beinhalten. Im Zusammenhang mit dieser Veröffentlichung distanzierte Vikernes sich erneut von der heutigen Black-Metal-Szene, die in seinen Augen nichts mit Burzum oder der frühen norwegischen Szene zu tun habe. Vikernes zufolge sei der Titel nicht rassistisch zu verstehen, sondern steht für Balder, der als „der weiße Gott“ bekannt sei, weil er eine solare Gottheit und wegen seines Aufenthalts im Totenreich bleich sei. Nachdem ihm nach eigener Aussage unterstellt wurde, mit dem Titel rassistische Ideologien zu verherrlichen, benannte er das Album daraufhin in Belus um, welches der indoeuropäische Name für Balder sein soll. Belus wurde am 8. März 2010 offiziell veröffentlicht. Für den 7. März 2011 wurde der Nachfolger Fallen angekündigt. Außerdem kündigte Vikernes an, nach der Promotion von Fallen an einem Album mit neu aufgenommenen Liedern von Hvis Lyset tar oss, Filosofem und möglicherweise Aske arbeiten zu wollen. Außerdem wolle er Neuaufnahmen von Liedern der ersten beiden Alben unter dem Titel From the Depths of Darkness veröffentlichen. Nach der Veröffentlichung von From the Depths of Darkness kündigte Vikernes für den Mai 2012 das Album Umskiptar an, das er im September 2011 aufgenommen habe und dessen Texte allesamt der Vǫluspá entstammen. Im Gegensatz zu früheren Alben hat dieses „auch die eigentlich recht treue Anhängerschaft des Norwegers ordentlich gespalten: Schlecht bis mäßig wird das dritte Album der Post-Knast-Ära von der Hörerschaft aufgenommen; kritisiert wird die vorgebliche Langweile und vor allem das Fehlen des wehklagenden Geschreis, seit jeher Hauptmerkmal von BURZUM.“
Anfang Juni 2018 gab Vikernes bekannt, dass er das Projekt Burzum beendet habe. Burzum sei für ihn schmerzhafte Vergangenheit in einem stinkenden Moor, von denen er viele Jahre brauchte, um auszusteigen. „Burzum war nie meine Wahl des Lebens“, äußerte er. „Ich wollte nicht einmal Musiker werden. Es war nur etwas, was ich getan habe, während ich auf etwas gewartet habe, das nie gekommen ist und das nie kommen konnte. Ich habe alle stinkenden Moore verlassen und bin weitergezogen.“
Anfang Juni 2021 erschienen mit Balder's Død und BURZUM / URUK-HAI – Unreleased Material 1988–1994 zwei Kompilationsalben als offizielle Veröffentlichungen auf Arcadian Music. Ersteres enthält das ungemasterte Originalmaterial aus der Aufnahmesession für Dauði Baldrs sowie zusätzlich drei eigenständige Stücke, die zur gleichen Zeit entstanden. Diese sind jedoch eher dem Techno und Ambient zuzuordnen und stehen künstlerisch nicht mit Dauði Baldrs in Zusammenhang. Für BURZUM / URUK-HAI – Unreleased Material 1988–1994 wurden dagegen Demoaufnahmen sowohl für Vikernes' ehemalige Band Uruk-Hai als auch für Burzum zusammengefasst, die 2018 auf einer Demokassette entdeckt wurden. Vikernes bestätigte die Authentizität der Aufnahmen und merkte an, dass zumindest ein Teil des Materials 1994 kurz nach dem Haftantritt im Gefängnis in Bergen entstanden sei.
Trotz der Ankündigung Vikernes’, das Projekt beendet zu haben, erschienen im Jahr 2020 das Album Thulêan Mysteries, und 2024 das Album The Land of Thulê in digitaler Form.

## Stil
Typisch für die vor Vikernes’ Haftzeit entstandenen Burzum-Alben sind die treibenden Gitarren-Riffs und Drums. Letztere wurden laut Vikernes im Studio improvisiert, zum Zeitpunkt der Aufnahme des innerhalb von 19 Stunden fertiggestellten Debütalbums habe er erst seit drei Monaten Schlagzeug gespielt. Durch monotone und wiederkehrende Abschnitte wird oftmals eine hypnotisierende Atmosphäre geschaffen. Auf den frühen Werken fanden sich bereits rein elektronische Titel, die beiden in Haft entstandenen Alben wurden ausschließlich auf Keyboards eingespielt und werden daher nicht mehr dem Black Metal, sondern dem Dark Ambient zugeordnet. Der Gesang ist auf einigen Alben hoch kreischend, auf anderen bewusst übersteuert oder verzerrt worden. Als musikalische Einflüsse gab Vikernes für den späteren Black Metal wegweisende Thrash-Metal-Bands der frühen 1980er Jahre wie Destruction, Hellhammer, alte Kreator, Celtic Frost und Bathory, aber auch die zu seinem damaligen Umfeld zählenden Bands Thorns, Darkthrone und Mayhem an. Auch Euronymous beschrieb Burzum als Mischung aus Bathory, Hellhammer und Mayhem.
Der Stil Burzums, insbesondere das Werk Hvis lyset tar oss, gilt als Inspirationsquelle für den Ende der 1990er und Anfang der 2000er aufkommenden sogenannten Depressive Black Metal. Als wegweisend galten hier die simplen Midtempo-Drumpassagen, monotone Gitarrenriffs sowie vor allem die teilweise schmerzerfüllten Schreie (vgl. Det som engang var).
Auf den Alben, die Vikernes nach seiner Entlassung veröffentlichte, rückte er vom Stil seiner frühen Alben ab. Vikernes setzte zunehmend auch klar gesprochene Passagen und Klargesang ein und spaltete damit die Anhänger seiner Musik. Auf Umskiptar fehlen die charakteristischen Schreie komplett, Vikernes wechselt zwischen Flüstern, Sprechen und klarem Gesang. Vikernes’ Aussprache des Altnordischen wurde als „stümperhaft“ kritisiert.

## Diskografie

### Alben
- 1992: Burzum
- 1993: Det som engang var
- 1994: Hvis lyset tar oss
- 1996: Filosofem
- 1997: Dauði Baldrs
- 1999: Hliðskjálf
- 2010: Belus
- 2011: Fallen
- 2012: Umskiptar
- 2013: Sôl austan, Mâni vestan
- 2014: The Ways of Yore
- 2020: Thulêan Mysteries
- 2024: The Land of Thulê

### Zusammenstellungen
- 1995: Burzum/Aske
- 1998: 1992-1997
- 2002: Anthology
- 2008: Anthology
- 2011: From the Depths of Darkness (Neuaufnahmen von Liedern der ersten beiden Alben)
- 2018: XIII (Boxset, auf 100 Exemplare limitiert, lizenziert für Russland und die GUS-Region, Satanath Records)
- 2021: BURZUM / URUK-HAI – Unreleased Material 1988–1994 (Zusammenstellung von Demoaufnahmen für Burzum und Vikernes' erster Band Uruk-Hai aus den Jahren 1988 bis 1994, Arcadian Music)
- 2021: Balder's Død (Ungemasterte Originalaufnahme von Dauði Baldrs aus dem Jahr 1994 und Zusatzmaterial, Arcadian Music)

### EPs
- 1993: Aske

### Demoalben
- 1991: Burzum I
- 1991: Burzum II
- 1992: Burzum (Promo)

### Singles
- 2015: Thulean Mysteries
- 2015: Forgotten Realms
- 2015: Mythic Dawn
- 2015: Veistu
- 2023: The Reincarnation of Ódinn

### Beiträge für Sampler
- 1998: Et hvitt lys over skogen auf Presumed Guilty

### Musikvideos
- 1996: Dunkelheit